# 12 Dywizjon Artylerii Pancernej

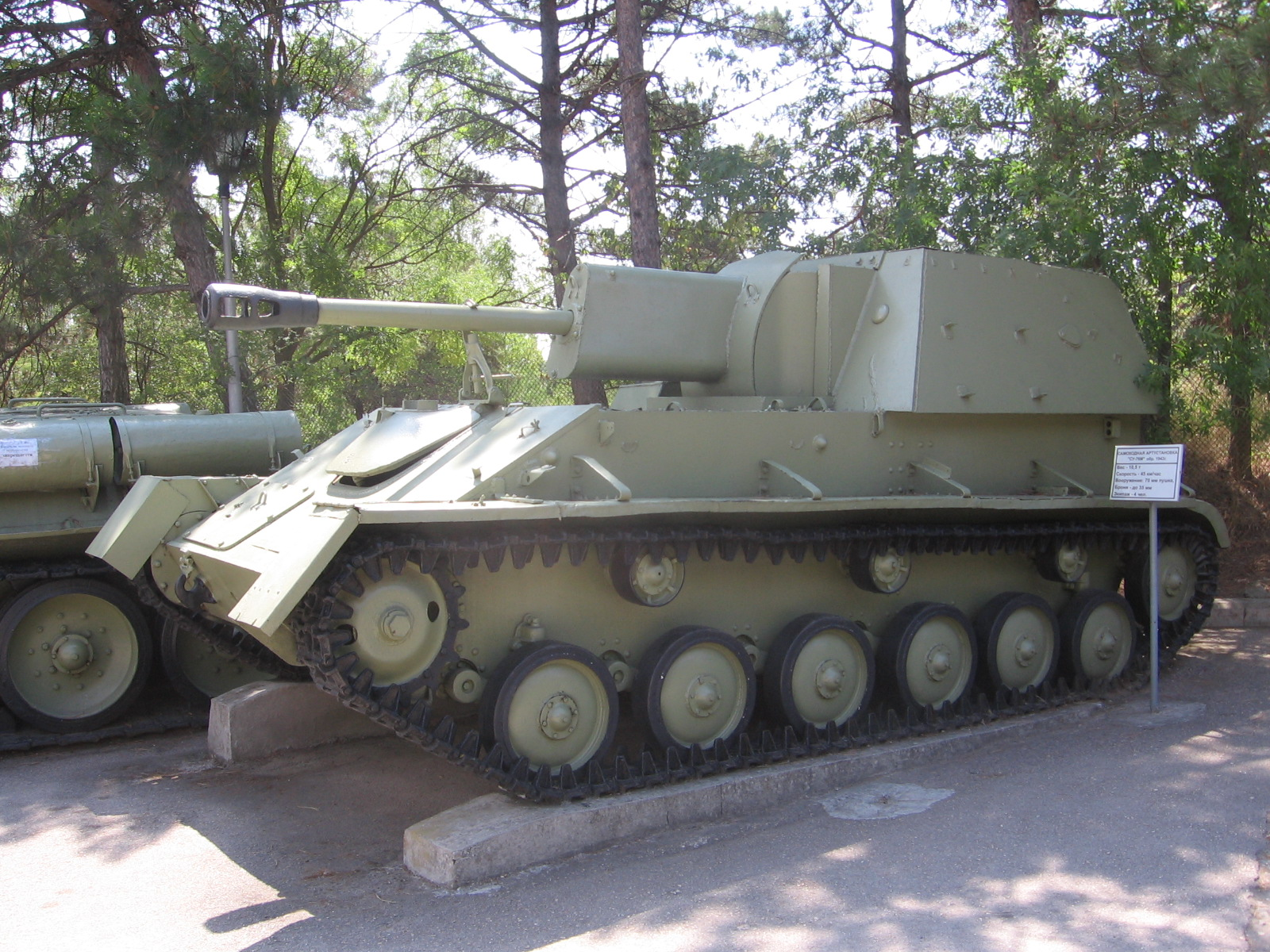
76 mm działo pancerne SU-76

12 Dywizjon Artylerii Pancernej – samodzielny pododdział broni pancernej ludowego Wojska Polskiego

## Formowanie i zmiany organizacyjne
Sformowany na mocy rozkazu Naczelnego Dowódcy WP nr 16 z 3 września 1944. W działa samobieżne Su-76 wyposażony został 1 lutego 1945 w Rembertowie.
Żołnierze dywizjonu złożyli przysięgę 29 października 1944.

## Działania bojowe
Dywizjon prowadził działania bojowe w składzie 9 Drezdeńskiej Dywizji Piechoty z 2 Armii Wojska Polskiego.
W chwili zakończenia wojny posiadał jedno działo samobieżne SU-76

## Skład etatowy
Dowództwo
- pluton dowodzenia,
- 3 baterie dział samobieżnych
  - 4 działony

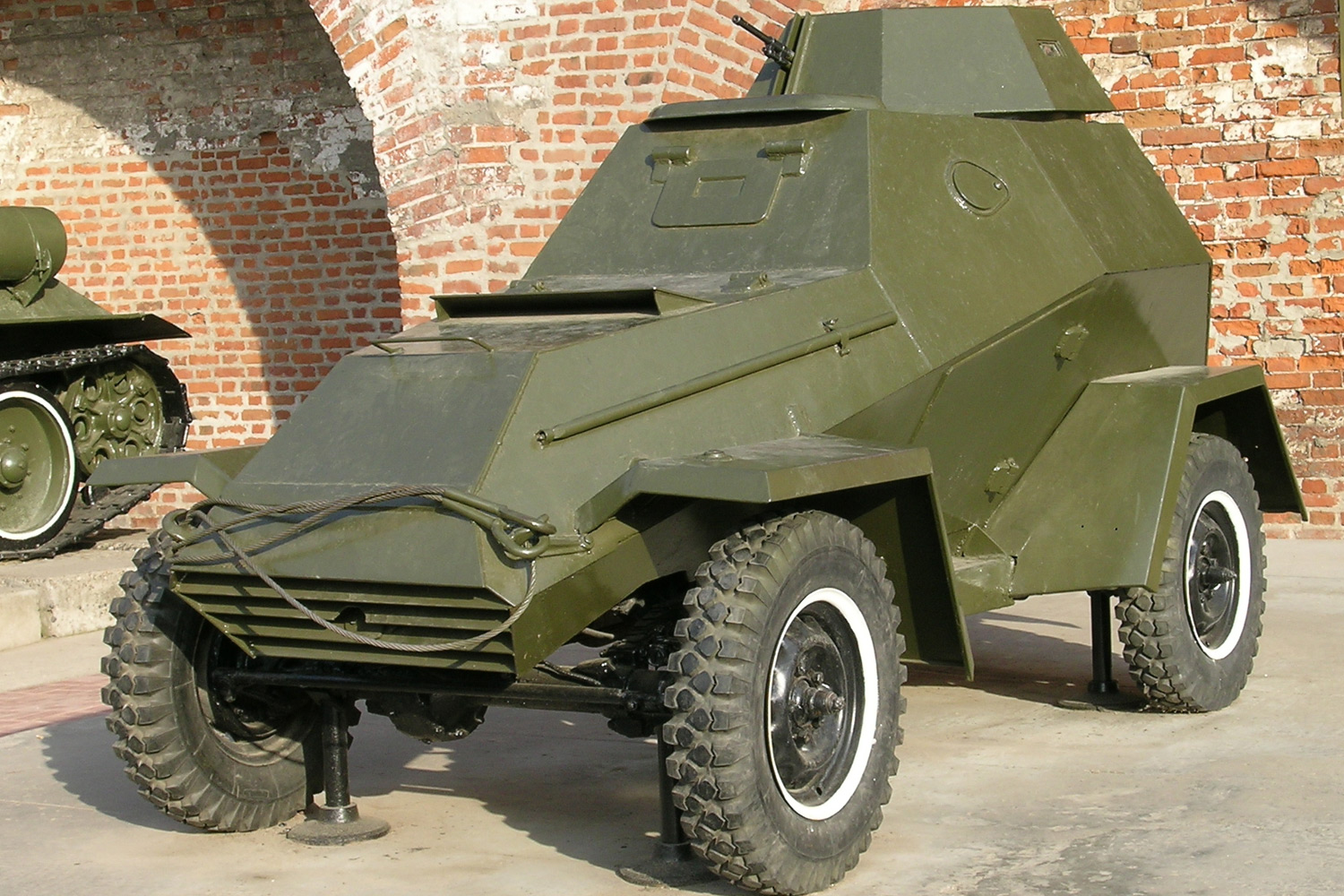
BA-64 - samochód pancerny

- drużyny: zaopatrzenia bojowego, remontowa, gospodarcza, punkt sanitarny

żołnierzy – 165 (oficerów – 51, podoficerów – 73, kanonierów – 41)
sprzęt:
- działa samobieżne SU-76 – 13
- samochód pancerny BA-64 – 1
- samochody – 19
- motocykle – 4

## Kamuflaż i oznakowanie wozów
Wozy bojowe malowano farbą olejną koloru ciemnozielonego. Poszczególne pojazdy mogły różnić się odcieniem, a nawet i kolorem.
Jeśli okoliczności tego wymagały, malowano pojazdy w nieregularne plamy różnej wielkości i kształtu. Obok podstawowego koloru wykorzystywano brąz, czerń lub piaskowy. Taki sposób malowania stosowano jednak sporadycznie.
Zimą wozy bojowe malowano na biało, tzw. bielidłem. Biel nakładano bezpośrednio na ochronną farbę zieloną, przy czym pokrywano nią albo cały pojazd, albo też tylko część jego powierzchni, tworząc nieregularne plamy deformujące kształt. Zamiast farby mogło być używane wapno.
Na wieży malowano orła. Stylizowany, aczkolwiek znacznie uproszczony kształt orła wzorowany był na orle piastowskim. Wysokość orła wahała się od 20 do 40 cm.
Oznakowanie taktyczne
Numery taktyczne dywizjonu:

dowódca — 1200
- 1 bateria — 1211, 1212, 1213, 1214
- 2 bateria — 1221, 1222, 1223, 1224
- 3 bateria — 1231, 1232, 1233, 1234